# Tepoztlán

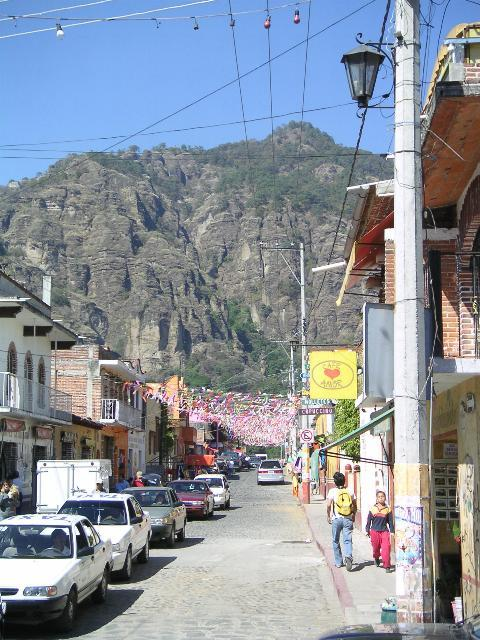
El Tepozteco se aprecia desde todo Tepoztlán.

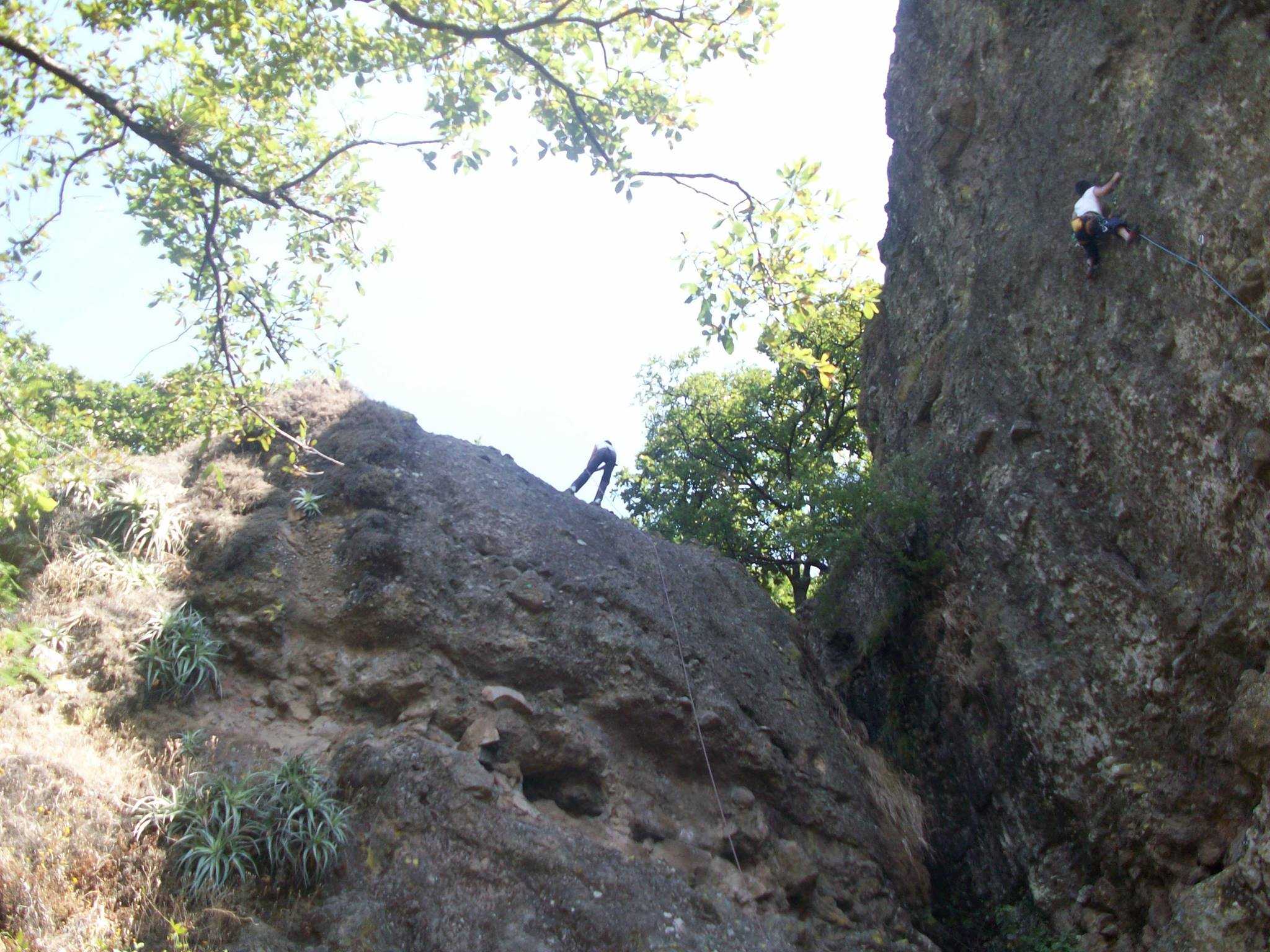
Rápel en Meztitla.

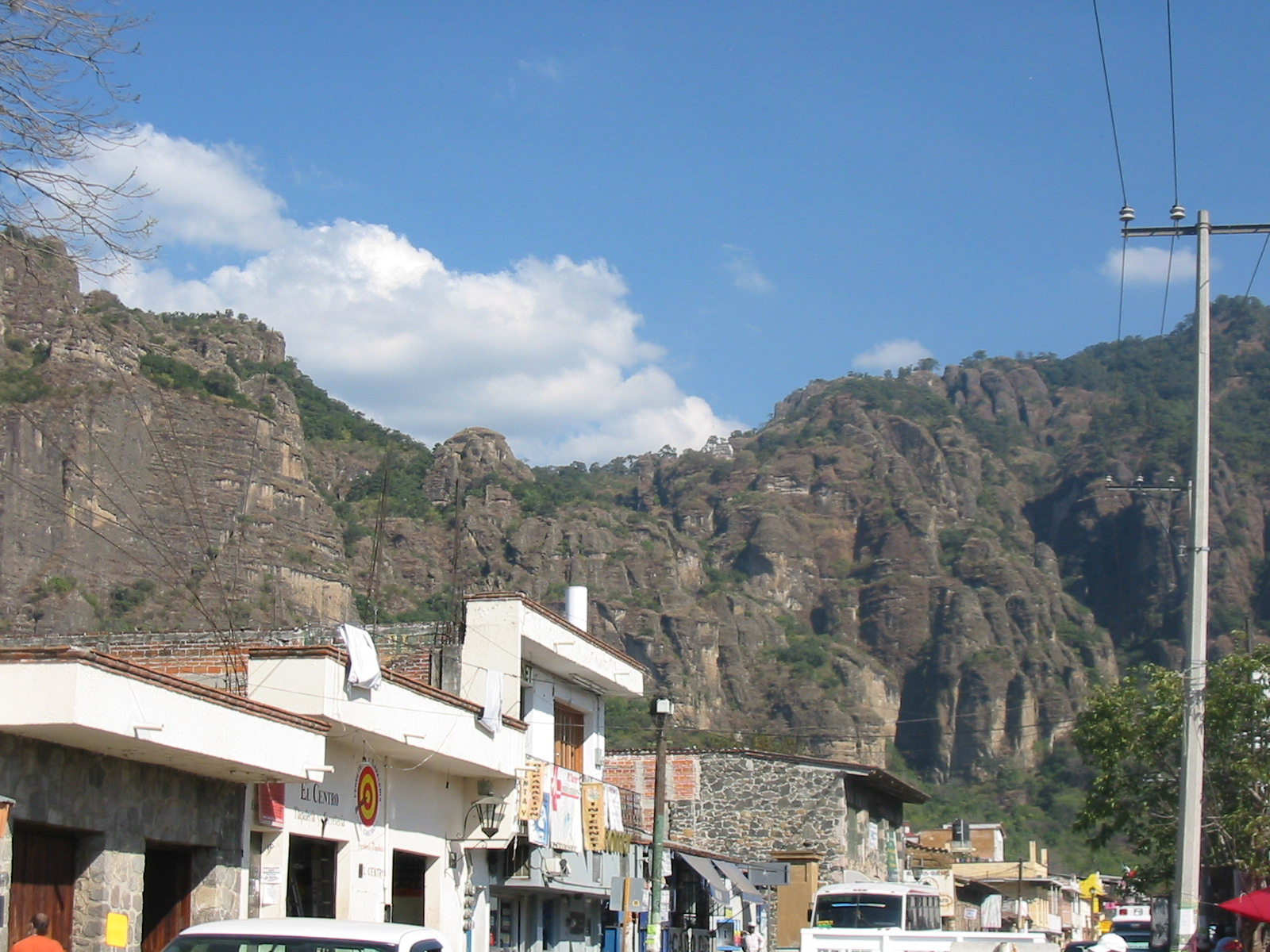
Vista de El Tepozteco desde Tepoztlán

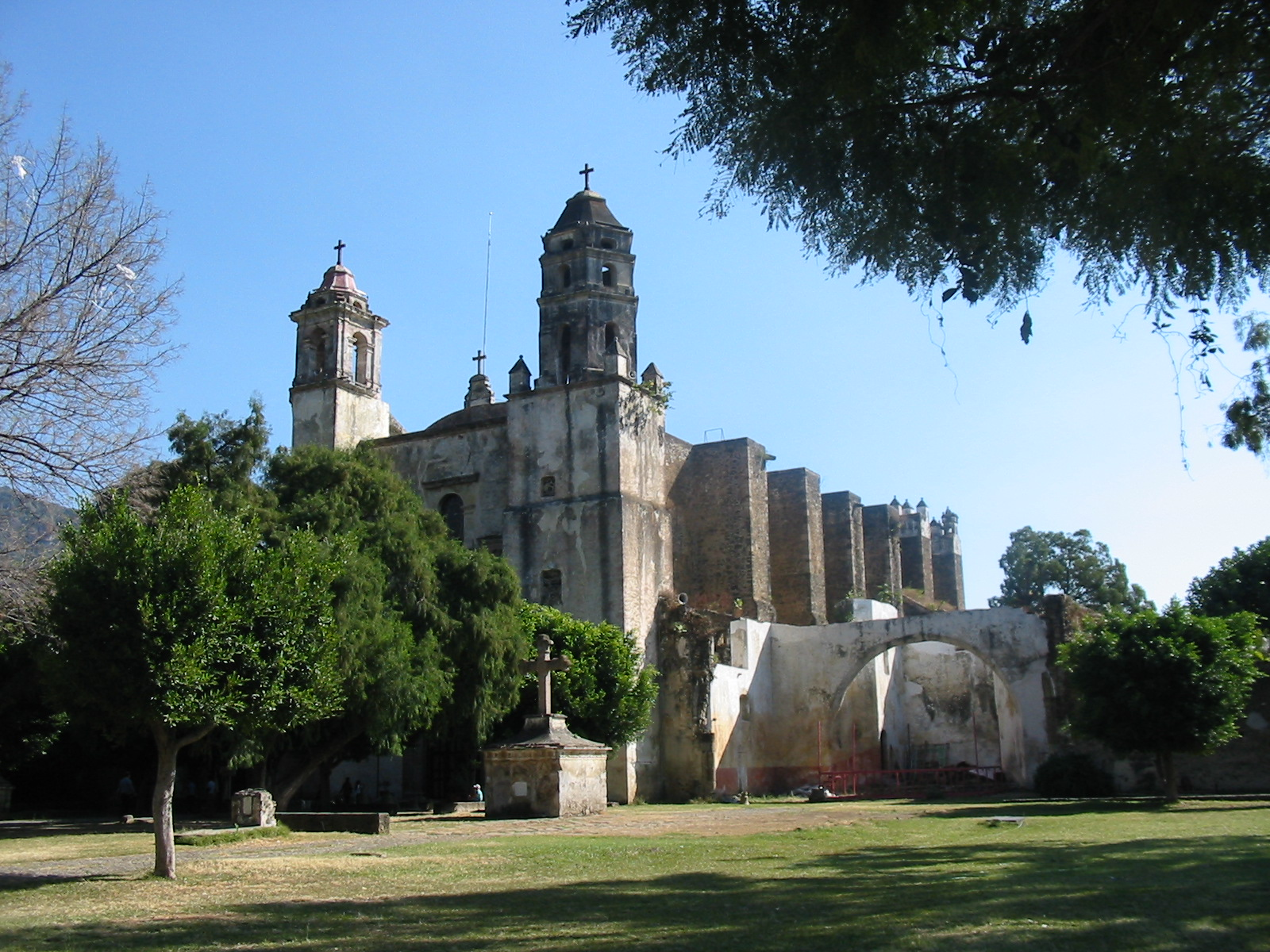
Ex convento dominico de la Natividad

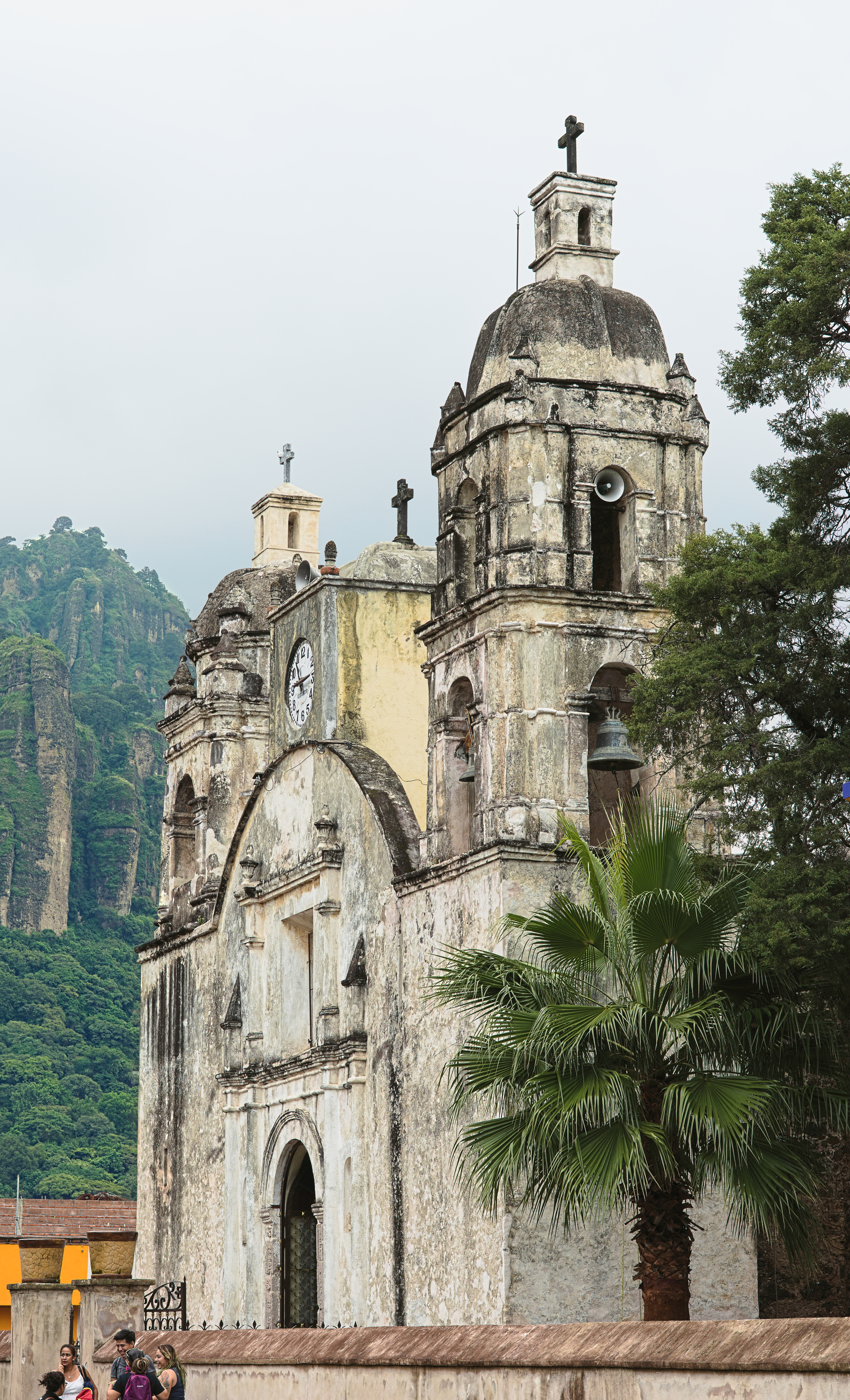
Templo de la Santísima Trinidad

Tepoztlán es un pueblo del estado de Morelos, en el centro-sur de México. El pueblo funciona como asiento gubernamental del municipio de Tepoztlán. La cabecera tiene una población de 14,130 habitantes, mientras la municipalidad contó en 2020 con 54,987 habitantes, de acuerdo con el INEGI.
El pueblo es un destino turístico popular, debido a su cercanía con la Ciudad de México y su muy agradable clima. Es famoso por los restos de la pirámide construida en la cima de la montaña el Tepozteco, y también por los exóticos helados preparados por la gente del pueblo, así como sus artesanías. Tepoztlán es considerado como un lugar místico por sus leyendas y sus tradiciones que aún se respetan por los mismos habitantes, mucha gente lo visita ya que todo el año está lleno de festejos que la gente hace dependiendo el barrio en el que viva. Una de las festividades más esperadas es el Día de Muertos en la que la gente sale con sus hijos a "pedir calaverita" llevando un tradicional chilacayota en forma de calavera.
Otro de los destinos que hace a Tepoztlán famoso es "el Dado", una saliente de roca en forma de cubo que forma parte de un cerro ubicado en Meztitla. A los pies del cerro, se encuentra una zona para campismo controlada por guardabosques y equipos de rescate en prevención de cualquier accidente. Junto a "el Dado" hay otra saliente un poco más pequeña a la que la gente del pueblo y en especial los turistas llaman "el Dadito" esta igualmente tiene forma de cubo, sin embargo, no se aprecia de forma clara. En esta zona se realizan actividades de montaña tales como rápel, escalar y largas caminatas. Así mismo, en época de lluvia, la cantidad de agua aumenta y se forma un río que atraviesa el cerro. 
Por sus comidas típicas que son el pozole, itacates, tacos de cecina 
Tepoztlán fue nombrado "Pueblo Mágico" en 2002, pero perdió el título en 2009 por no cumplir con las reglas, en particular lo referente a la presencia de vendedores ambulantes. En 2010 Tepoztlán recuperó la categoría de Pueblo Mágico. 

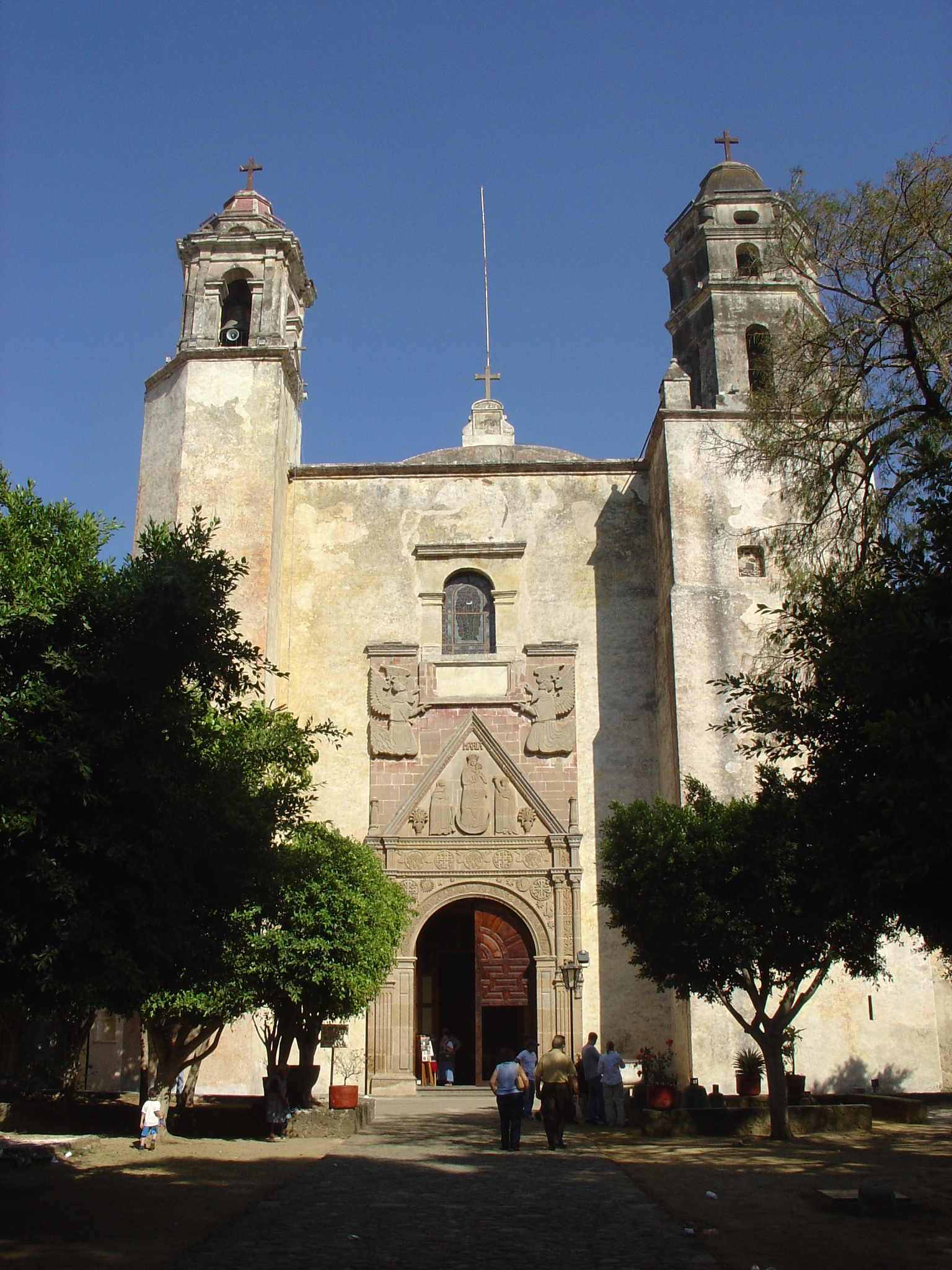
Tepoztlán

## El significado de Tepoztlán
Aunque no hay pleno consenso sobre el significado del término Tepoztlán, la versión más reconocida, que aparece en el Gran Diccionario Náhuatl, apunta a las palabras tepozt-tli, que significa cobre, metal o hacha, y tlan, que quiere decir abundancia o lugar. Entonces, “lugar del cobre” (o del metal) o “lugar de las hachas”, sería la traducción más precisa.

## El Reto al Tepozteco
Es una fiesta tradicional donde los pobladores de Tepoztlán realizan los festejos de la ceremonia de velación y bautizo del Tepozteco, con el motivo de recordar el cambio de religión politeísta a católica. Trata de la representación, en náhuatl y con traducción al español, donde los aliados del señor Cuauhnáhuac retan al Tepozteco. Este festejo data aproximadamente del año 1850 y se realiza con danzas que representan a los señores de Yautepec, Oaxtepec, Tlayacapan y Tepoztlán, y parten después hacia la plaza cívica. El festejo está acompañado de varios eventos festejando también a Nuestra Señora de la Natividad de María, que inician en los últimos días de agosto y terminan el 16 de septiembre.

## Conquista de Tepoztlán
Uno de los pocos relatos acerca de la conquista española de la región de Tepoztlán, aparece en la Historia de las Indias de Nueva España y islas de Tierra Firme de fray Diego Durán:

«... luego que el Marques ganó á México salió á conquistar las demás provincias y pueblos, que aun no estaban allanados, especialmente el que agora decimos Marquesado, que puesto en armas se defendió muchos dias, teniendo por caudillo al Señor de Yacapichtla, el cual era hijo ó nieto del valeroso Tlacaellel, (...) Estos estaban hechos fuertes en los peñascos de Tlayacapan y de Totolapan y Tepoztlan, pero luego que el artillería empezó á jugar y á caer indios de los peñascos abaxo desampararon las fuerzas y se metieron huyendo á los montes; y asi el como iba ganando estos pueblos y ciudades, iba haciendo sus repartimientos á los conquistadores en nombre de S. M.»
Diego Durán

## La leyenda del Tepozteco
Cuenta la tradición oral que una doncella solía bañarse en el río Axitla. Se decía que en las barrancas "dan aires", pero la doncella no lo creyó; y así, al cabo de un mes se supo encinta. La doncella se presentó a sus padres y, avergonzada, les confesó su embarazo. Al nacer el niño, el abuelo hizo varios intentos para deshacerse de él. En una ocasión lo arrojó desde una gran altura contra unas rocas, pero el viento lo depositó en una llanura; en otra ocasión, fue dejado cerca de unos magueyes, pero al poco tiempo las pencas se doblaron hasta llegar a su boca, para darle de beber aguamiel. En otro intento por deshacerse del niño, fue arrojado a hormigas gigantes pero estas, lejos de picarlo, lo alimentaron[cita requerida].
Cuenta también la leyenda que una pareja de ancianos oriundos del pueblo de San Juan Tlacotenco, descubrió al bebé abandonado, lo adoptó. Se trataba de Tepoztécatl, posterior patrono de Tepoztlán. Muy cerca del hogar de Tepoztécatl vivía Xochicalco, una temida serpiente  a la que los pobladores alimentaban mediante el sacrificio de ancianos. Un día, los mandatarios del pueblo anunciaron al padre adoptivo de Tepoztécatl que debía ser sacrificado a esta serpiente. Tepoztécatl se ofreció a acudir al sacrificio en lugar de su padre. Salió rumbo a Xochicalco, y en el camino fue juntando pequeños pedazos filosos de obsidiana, que iba guardando en su morral. Al llegar a Xochicalco se presentó ante la enorme serpiente que, de inmediato, lo devoró. Dentro del vientre de xochicalco, Tepoztécatl utilizó las obsidianas  y con ellos desgarró las entrañas de la temida serpiente. Durante su viaje de regreso, pasó por una celebración en la que se utilizaban el teponaxtli, especie de tambor,  y chirimía, (flauta). Tepoztécatl deseó tocar estos instrumentos y, al verse impedido, envió una tormenta que arrojó arena a los ojos de todos. Cuando reaccionaron, el niño había desaparecido con los instrumentos: se oía a los lejos el sonido de ambos. Lo persiguieron y cuando ya lo alcanzaban, se dice que orinó y formó así la garganta que atraviesa Cuernavaca. Llegó a Tepoztlán y tomó posesión de los cerros más altos. Se posó sobre el cerro Ehecatépetl, y como no podían llegar a él, quisieron derribarlo, cortando la base. Fue así como se formaron los “corredores del aire".
Tepoztécatl gozó de amplia consideración en su pueblo natal y fue designado Señor de Tepoztlán y sacerdote del Dios Ometochtli (Dos Conejo). Pero años después desapareció, no se sabe si murió o se fue a otra parte, pero hay quienes dicen que se fue a vivir junto a la pirámide, para siempre[cita requerida].
La versión anterior corresponde al héroe épico Tepoztécatl, que en términos históricos se remonta hacia el fin del Periodo Clásico y del poder de Xochicalco. 
Hay otras versiones del Tepozteco como la que describe a un hombre de apodo Tepoztón que nace de una lavandera y que termina trabajando en México-Tenochtitlan donde es convertido al catolicismo. Sin ser tan glorioso el personaje como el anterior, cuenta con la proeza de haber sido el que colocó la campana de la catedral ayudado por el viento. Como pago por su trabajo, se le dan tres cajas con la instrucción de que no las debe abrir, sin embargo, la curiosidad lo vence y al abrirlas deja escapar las aves que estaban adentro, símbolo de la riqueza y el bienestar del pueblo. Algunos pobladores del lugar interpretan esto como el destino de que todos los recursos del lugar, incluyendo a aquellas personas que se cultivan y estudian, emigran del pueblo hacia otros lados[cita requerida]. 
La otra versión es la que se refiere al Tepozteco como un personaje que fue bautizado e iniciado a la religión católica el 8 de septiembre de 1532 en las aguas del río Axitla, al pie del cerro en que se encontraba la estatua de Ometochtli[cita requerida]. 
Un joven misionero de 22 años llamado Fray Domingo de la anunciación, bautiza al Tepozteco después de haber despeñado al ídolo que se encontraba en lo alto de la montaña y que era famoso y venerado por peregrinos que venían desde el reino de Chiapas y Guatemala[cita requerida].
Cuatro señores principales de los lugares vecinos: Yautepec, Oaxtepec, Tlayacapan y Cuauhnahuac acusan al Tepozteco de haber traicionado a sus dioses y lo vienen a retar al pueblo. Este los vence de nuevo evocando lo sucedido en el banquete y con la fuerza de su discurso los convence de las bondades de la nueva religión[cita requerida]. 
De esta leyenda resaltemos que hablan de una de los cuatro elementos de la naturaleza: El aire, al que se le atribuye el pensamiento o la razón y vemos como aquí se resalta esta característica cuando el Tepoztécatl, gracias a su inteligencia, sale avante de toda situación difícil a la cual se enfrenta; bien se presume que es hijo de Quetzalcóatl, “Dios del viento”, lo cual permite ser protegido por Él en todo momento[cita requerida].
Como podemos apreciar en la lectura, los habitantes de la región son agradecidos con la naturaleza, por ello al aire, le atribuyen poderes tales como procrear un hijo poderoso y del sol dicen que cuando se va situando en diferentes posiciones, en realidad son las diferentes miradas del Tepoztécatl que regala a la población[cita requerida].

## El Carnaval de Tepoztlán
El carnaval de Tepoztlán se realizó en 1862, las primeras comparsas en Tepoztlán fueron la comparsa del barrio de Santo Domingo y la comparsa del barrio de Santa Cruz, la siguiente en hacer su aparición fue la comparsa del barrio de San Miguel. Posteriormente la comparsa del barrio de Santa Cruz desaparece y se integra la comparsa del barrio de La Santísima Trinidad, tras lo sucedido la comparsa del barrio de Santo Domingo se convirtió en la primera comparsa de chinelos en el pueblo de Tepoztlán.
En ese mismo año de 1862 inició una etapa de mejor organización entre los barrios de Santo Domingo, San Miguel, y la Santísima, quienes se unieron para llevar a cabo la realización de los próximos carnavales.Las comparsas se llamaron en el orden de su aparición "Anáhuac" del Barrio de Santo Domingo, "Unión y Paz" del barrio de San Miguel, y "América Central" del barrio de LA Santísima. Más tarde en 1988 la comparsa del barrio Santa Cruz del mismo nombre, se reincorpora al brinco del chinelo pero sin formar parte de la organización del carnaval.
El carnaval de Tepoztlán inicia con un [preámbulo] el cual es el Brinco de "Los Tiznados" del Barrio de San Sebastián, que es una danza que se baila con los sones del chinelo pero sin más atuendo que la cara pintada o tiznada, esto proviene de tiempos remotos cuando San Sebastián fue perseguido por rebelarse contra las ideas del gobierno romano y siendo una ocasión San Sebastián se pintó la cara para no ser reconocido, de ahí el inicio de los Tiznados. Esta danza se efectúa el 21 de enero de cada año un día después de la fiesta San Sebastián. La comparsa de San Sebastián está formada por habitantes del mismo barrio y lleva por nombre "Tlalanimiquiztli" que quiere decir recolección.
El carnaval de Tepoztlán ha ganado una popularidad importante y es Tepoztlán un lugar de preferencia por los visitantes por el cálido recibimiento de los tepoztecos.

## Gastronomía de Tepoztlán
1. Los Itacates
Se preparan en comal y se asan hasta crear una capa crujiente. Lo exquisito de los Itacates es que puedes seleccionar el guisado con el que se rellena, ya sabes: tinga pollo, res, flor de calabaza, queso, carne, etc.
2. Los Tlacoyos
Son tortillas rellenas de frijoles y habas cocinadas en comal, se sirven acompañadas de nopales, salsa y queso.
3. El Mole Rojo de Guajolote
Preparado con chiles milato, ancho y guajillo, servido con carne de guajolote y con varios ingredientes que sospecho secretos.
4. Tacos acorazados: Un platillo originario del Estado De Morelos. 
Tacos de diversos guisados, generalmente de chile relleno, acompañados de arroz y servidos en doble tortilla.  

## Otras festividades de Tepoztlán
| Mes        | Día                                                         | Barrio / Fiesta o Tradición |
| ---------- | ----------------------------------------------------------- | --- |
| Enero      | 5                                                           | Noche de los Santos Reyes Magos en el barrio de Los Reyes. Se reúnen "pastores" de los barrios y colonias a cantar alabanzas a los Santos Reyes Magos. |
| Enero      | 6                                                           | Fiesta Patronal en honor a los Santos Reyes Magos en el barrio de Los Reyes. |
| Enero      | 12                                                          | Fiesta en honor a la Virgen de Guadalupe en el barrio de Santo Domingo y pueblo de Santa Catarina. |
| Enero      | Tercer domingo                                              | Fiesta en honor al Divino Salvador en el pueblo de San Andrés de la Cal. |
| Enero      | 20                                                          | Fiesta patronal en honor a San Sebastián en el barrio de San Sebastián. |
| Enero      | 21                                                          | Brinco de los tiznados en el barrio de San Sebastián y zócalo municipal. |
| Febrero    | 2                                                           | Fiesta de la Candelaria en la Colonia La Presa y Fiesta en la Colonia del Tesoro. En este día se "levanta" al Niño Dios, que ha permanecido en los nacimientos tradicionales, desde el día 24 de diciembre. |
| Febrero    | Variable. Sábado anterior al Miércoles de Ceniza            | Brinco de los niños/as chinelos, participan las comparsas infantiles, a partir de las 4 de la tarde. |
| Febrero    | Variable. Domingo a martes anterior al Miércoles de Ceniza. | Carnaval de Tepoztlán. Brinco de chinelos con la participación de las comparsas: Anáhuac, Unión y paz, América Central y Santa Cruz, a partir de las 16:00 horas en la Plaza Cívica de Tepoztlán. |
| Marzo      | 19                                                          | Fiesta patronal en honor a San José en el barrio de San José. |
| Abril      | Variable                                                    | Semana Santa en Tepoztlán. |
| Abril      | 29                                                          | Fiesta en el Barrio de San Pedro |
| Mayo       | Segundo domingo                                             | Fiesta en el pueblo de Ixcatepec. |
| Mayo       | 3                                                           | Fiesta de la Santa Cruz, en el Barrio de Santa Cruz, colonia del Tesoro, Colonia Huilotepec. |
| Mayo       | 8                                                           | Fiesta en el Barrio de San Miguel. |
| Mayo       | Último domingo                                              | Fiesta de Quetzalcóatl, en Amatlán. |
| Junio      | 24                                                          | Fiesta en el pueblo de San Juan Tlacotenco. |
| Junio      | 29                                                          | Fiesta de San Pedro y San Pablo, Barrio de San Pedro. |
| Junio      | Variable                                                    | Fiesta en el Barrio de la Santísima Trinidad. |
| Julio      | 22                                                          | Amatlán de Quetzalcóatl: Fiesta en honor a Santa María Magdalena. |
| Julio      | 25                                                          | Fiesta del Santo Santiago Apóstol, en el pueblo de Santiago Tepetlapa. "Tercer domingo de julio" fiesta en Honor al "Divino Redentor" en el Barrio de Santo Domingo. |
| Agosto     | 4                                                           | Fiesta en honor a Santo Domingo de Guzmán, en el pueblo Santo Domingo Ocotitlán y en el barrio de Santo Domingo. |
| Agosto     | 6                                                           | Fiestas en el Pueblo de Ixcatepec y el barrio de la Santa Cruz. |
| Agosto     | 15                                                          | Fiesta de La Asunción en el barrio de San Sebastián. |
| Septiembre | 8                                                           | Fiesta en el Barrio de los Reyes. |
| Septiembre | 8                                                           | Celebración del Reto al Tepozteco y fiesta en la Parroquia de la Natividad. |
| Septiembre | 14                                                          | Fiesta de la Exaltación de la Santa Cruz en la Colonia Cuauhquiahuác. |
| Septiembre | 15                                                          | Celebración del Grito de Independencia. |
| Septiembre | 16                                                          | Desfile conmemorativo de la Independencia de México. |
| Septiembre | 28                                                          | Día del Elote (Día de la cosecha del maíz) |
| Septiembre | 29                                                          | Fiesta patronal en honor a San Miguel Arcángel, en el Barrio San Miguel. |
| Octubre    | Primer domingo de octubre                                   | Fiesta en honor a Nuestra Señora del Rosario en el Barrio de Santa Cruz. |
| Octubre    | 28                                                          | Fiesta patronal en honor a San Judas Tadeo en la Colonia Tierra Blanca. |
| Noviembre  | 1                                                           | Celebración de Todos los santos. |
| Noviembre  | 2                                                           | Ofrendas del día de muertos. |
| Noviembre  | 20                                                          | Aniversario de la Revolución Mexicana. |
| Noviembre  | 22                                                          | Fiesta patronal en honor a Santa Cecilia, en la Colonia Santa Cecilia. |
| Noviembre  | 25                                                          | Fiesta patronal en el pueblo de Santa Catarina. |
| Noviembre  | 30                                                          | Fiesta en el Pueblo de San Andrés de la Cal. |
| Diciembre  | 12                                                          | Fiesta en el Barrio de la Santísima Trinidad en honor a la Virgen de Guadalupe. |
| Diciembre  | 16 al 24                                                    | Posadas navideñas, en las diferentes capillas de Tepoztlán. |
| Diciembre  | 24                                                          | Celebración de la Nochebuena en la parroquia de Tepoztlán. Participan los "pastores" de cada barrio o capilla, con sus cantos tradicionales, acompañados por guitarras y con "estrellas" y "faroles" de carrizo forradas con papel celofán o papel de China, llevando al "Niño Dios" a la misa que se realiza en la Parroquia de la Natividad. |
| Diciembre  | 25                                                          | Fiesta en la colonia Navidad. |
| Diciembre  | 31                                                          | Bailes populares de fin de año en "Rancho Nuevo" (Barrio Santo Domingo) y diversos lugares de Tepoztlán. |

## Exconvento de la Natividad
Uno de los principales atractivos turísticos del pueblo es el Exconvento de la Natividad, una hermosa e imponente construcción del siglo XVI, que fue administrada por frailes dominicos. El ex convento, restaurado en 1993 por el INAH, fue declarado en 1994 Patrimonio de la Humanidad por la UNESCO.

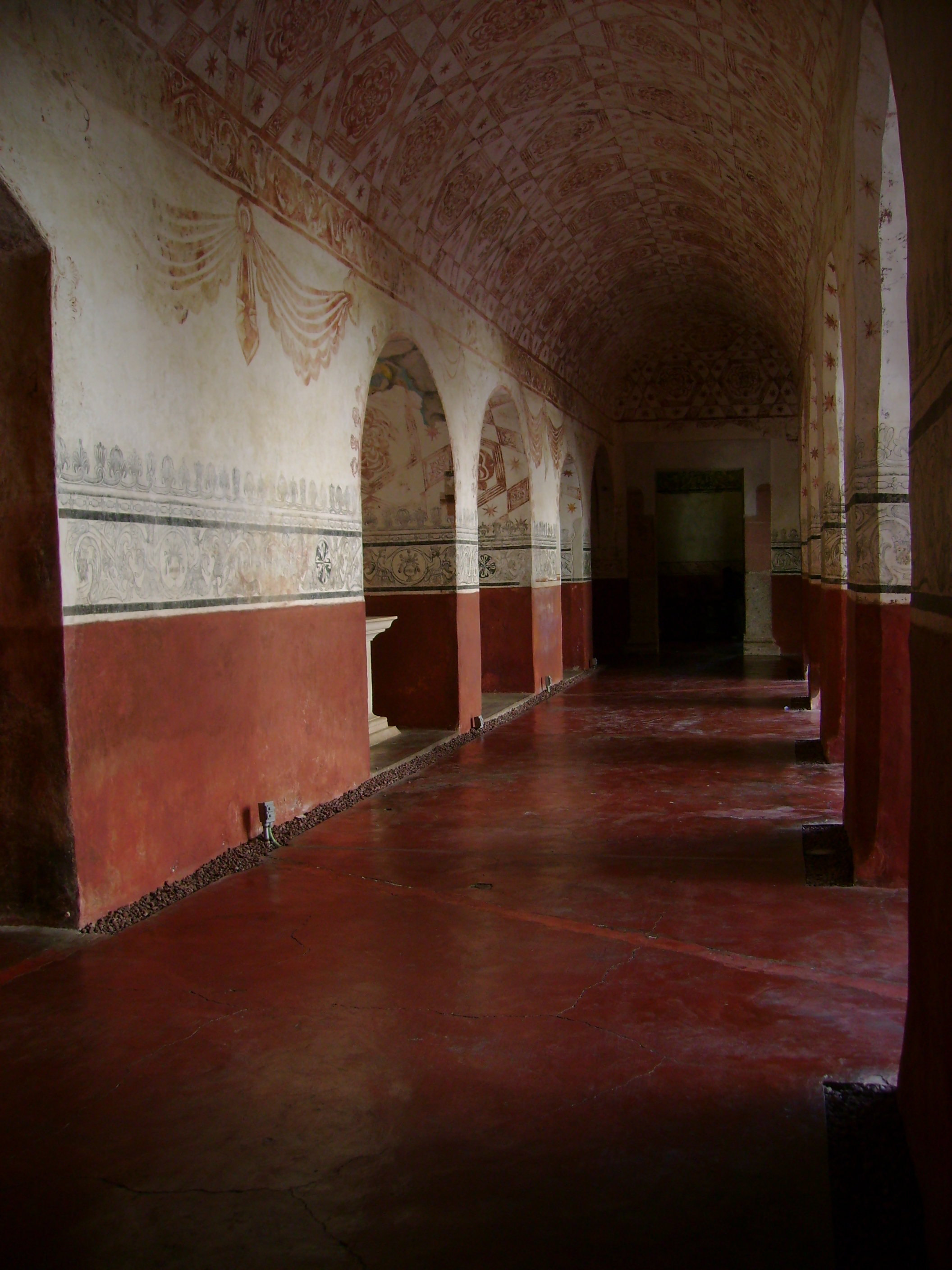
Frescos en los pasillos interiores alrededor del atrio del Exconvento de la Natividad.

La construcción del convento, realizada entre 1530 y 1540, es de piedras talladas unidas con mortero de cal, arena y aglutinantes vegetales. Al día de hoy se conservan muchos bellos murales originales en el interior de sus muros.

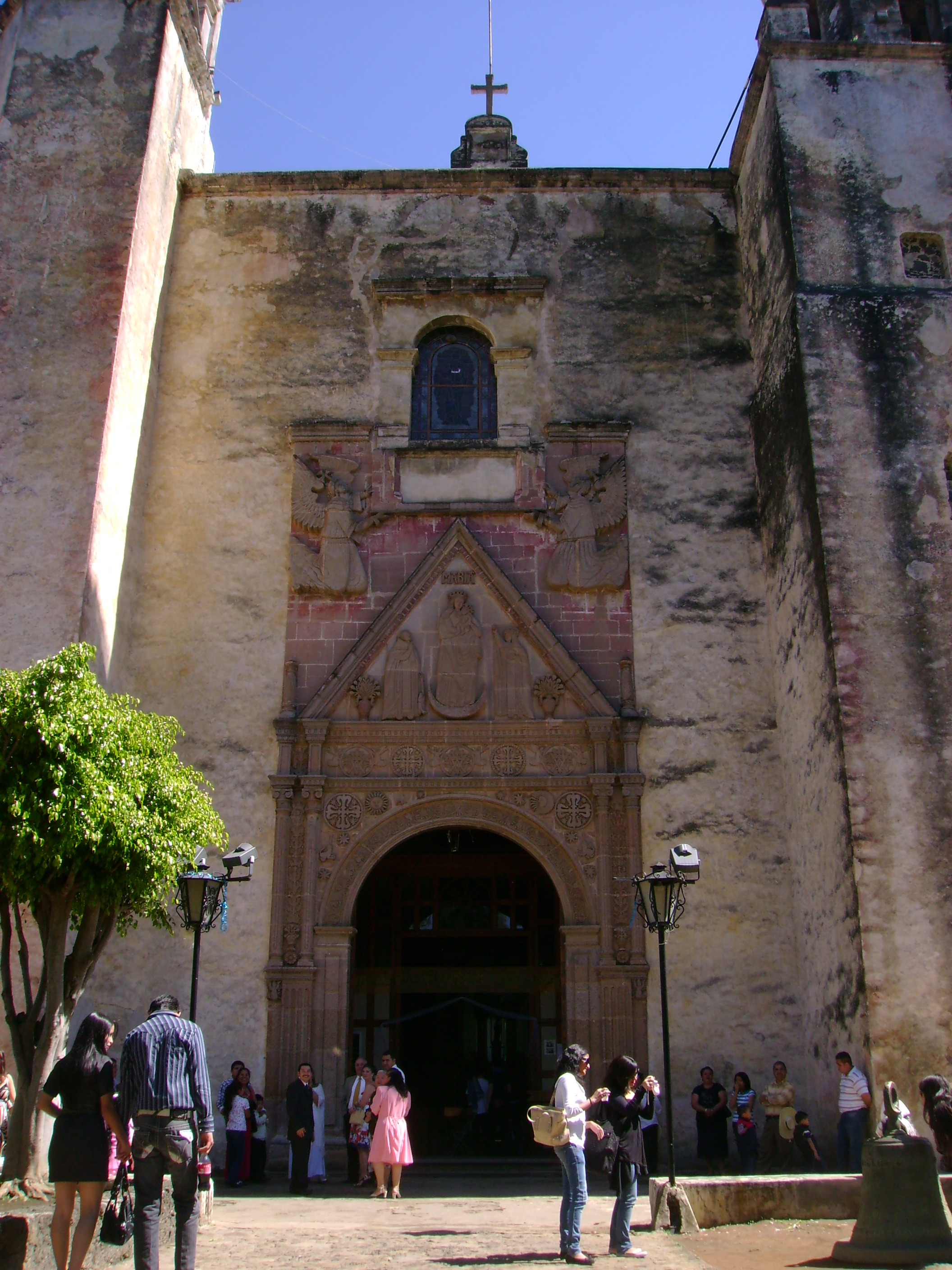
Fachada del Exconvento de la Natividad.

La fachada del templo está dedicada a la Virgen del Rosario, que aparece acompañada por santos, ángeles y querubines, así como por los símbolos de la orden dominicana.
En la parte superior del exconvento opera un museo dedicado a la historia y la cultura de los habitantes del actual Tepoztlán.
La pirámide que se empezaría a construir cerca del año 1150 por los xochimilcas tepoztecos, está dedicada a Ometochtli-Tepuztécatl, uno de los dioses del pulque y del viento así como de la fertilidad vegetal y que mide cerca de diez metros. En 1895 el ingeniero Francisco Rodríguez junto con la comunidad, liberaron a la pirámide de la vegetación que la cubría quedando como uno de los mayores símbolos sagrados (y turísticos) de Tepoztlán. El cerro y la pirámide del Tepozteco se convierten así en el “emblema” más representativo de Tepoztlán, que recibe inclusive miles de visitantes en un solo día, y en donde se lleva a cabo el inicio del Reto al Tepozteco que es la representación teatral de la evangelización del último tlatoani tepozteco. La zona arqueológica consiste básicamente en una pirámide de dos cuerpos con una gran escalera con alfardas en su lado oeste. Sobre sus dos cuerpos, una tercera construcción corona la cima; consta de dos salas, una a continuación de la otra y frente a la pirámide principal se halla una plataforma cuadrada menor que tiene cuatro escaleras decoradas también con alfardas.